# كيث باري
كيث باري (بالإنجليزية: Keith Barry)‏ هو ساحر استعراضي أيرلندي، ولد في 2 أكتوبر 1976 في وترفورد في جمهورية أيرلندا.

## وصلات خارجية
- الموقع الرسمي
- كيث باري على موقع IMDb (الإنجليزية)
- كيث باري على موقع قاعدة بيانات الفيلم (الإنجليزية)